# Helen Dorn: Verlorene Mädchen
Verlorene Mädchen ist ein deutscher Fernsehfilm von Alexander Dierbach aus dem Jahr 2017. Es handelt sich um die achte Folge der ZDF-Kriminalfilmreihe Helen Dorn mit Anna Loos in der Titelrolle.

## Handlung
Kommissarin Helen Dorn ermittelt aktuell im Zuhälter- und Drogenmilieu. Dabei kann sie es nicht verhindern, dass ein junges Mädchen an Crystal Meth stirbt. Bei der Festnahme des dafür verantwortlichen Dealers in einer Disco stößt die Ermittlerin auf die verwaiste 17-jährige Mila, die sich nebenher um ihre kleine Schwester Hannah kümmert. Milas Vormund ist der Anwalt Dr. Kurtz, der offensichtlich auch in Drogengeschäfte verwickelt ist. Auch nutzt er Milas Abhängigkeit aus, um das junge Mädchen zu missbrauchen. Zusammen mit ihrer Freundin Jasmin sucht Mila Kurtz in dessen Kanzlei auf, wo es zu einer Auseinandersetzung kommt und die Mädchen den Mann niederschlagen. Sie nehmen sich aus dem Tresor Geld mit und eine Videokamera ohne zu ahnen, dass Kurtz darauf einen Mord im Drogenmafia-Milieu festgehalten hat. Es ging dabei um Verteilungskämpfe bei der Nachfolge des gerade inhaftierten und schwer krebskranken Drogenpaten Gogol. Als Mila die Videoaufnahme entdeckt und den Mörder erkennt, will sie ihn erpressen. Doch handelt es sich dabei um Gogols Ziehsohn Nikolai und so gerät sie in große Gefahr.
Helen Dorn hat es inzwischen mit zwei neuen Leichen zu tun, dem getöteten Drogenhändler und Dr. Kurtz, der auch Gogols Anwalt war. Beide wurden erstickt, was eigentlich eindeutige Hinweise für einen Krieg innerhalb der Drogenhändler sind. Dennoch führt die Spur auch schnell zu Mila, die sich seit kurzem versteckt hält und auch ihre Schwester bei sich hat. Um die beiden Mädchen zu beschützen, gerät Dorn zwischen die Fronten der rivalisierenden Gangs, die inzwischen auch einen enttarnten V-Mann umgebracht haben. Nach Lage der Dinge dürfte es sich nicht um einen normalen Bandenkrieg handeln, sondern um eine Fusion, bei der nun die neue Führung ausgekämpft wird. Dorn setzt Gogol davon in Kenntnis, dass sein Ziehsohn Nikolai absolut nicht nach alter „Mafiaehre“ verfährt, sondern seine eigenen Ziele verfolgt. Auf der Suche nach Mila kommt die Kommissarin gerade noch rechtzeitig, um sie vor Nikolai zu beschützen. So gelangt sie in den Besitz der Videoaufnahmen und kann Gogols Sohn damit des Mordes überführen. Ehe sie ihn jedoch festnehmen kann, wird er von seinen Widersachern auf offener Straße erschossen. Für die Tötung von Dr. Kurtz kann Helen Dorn dessen Ehefrau ermitteln, die von den Eskapaden ihres Mannes wusste und darunter litt. Als sie ihn niedergeschlagen in seiner Kanzlei vorfand, hatte sie die Chance genutzt, um sich von ihm „zu befreien“.

## Hintergrund
Die Dreharbeiten für Verlorene Mädchen erfolgten vom 1. Juni bis zum 3. August 2016 in Köln und Düsseldorf. Gesendet wurde diese achte Folge der Reihe als ZDF-Samstagskrimi.
Helen Dorn plagen in dieser Folge große Selbstzweifel über den Sinn ihrer Arbeit.

## Rezeption

### Einschaltquote
Die Erstausstrahlung von Verlorene Mädchen am 8. April 2017 im ZDF erreichte 5,67 Millionen Zuschauer und einen Marktanteil von 18,4 Prozent.

### Kritik
Volker Bergmeister schrieb bei tittelbach.tv: „‚Helen Dorn – Verlorene Mädchen‘ ist ein Krimi, der recht gut unterhält, aber einem auch in der aktuellen Form die Grenzen dieser Krimi-Reihe aufzeigt: Das anfangs Besondere an der Figur der Kommissarin hat sich längst abgenutzt. Die strenge, stets beherrschte und introvertiert-verschlossene Dorn, die sich gerne über Regeln hinweg setzt und ihrer Intuition und Menschenkenntnis folgt, sollte endlich wieder einen herausfordernden Gegenpart bekommen, oder einen Geliebten oder eine Geliebte... Hauptsache, es bewegt sich mal was! Für Dorn/Loos wäre das gut. Aber auch für den Zuschauer.“
Die Redaktion von TV Spielfilm beurteilt den Krimi mit dem „Daumen nach oben“ und meint: „Man muss es ihr lassen: Als engagierte, von einer Mission getriebene Polizistin, die Wut und Frust nur mühsam unterdrückt, läuft Anna Loos regelmäßig zur Hochform auf.“ Fazit: „Rauer, packender Krimi vom Rand der Straße.“
Ulrich Feld von der fnp meinte: „Aus den verschiedenen Handlungssträngen hätten sich gleich drei verschiedene Krimis machen lassen. Die Verbindung gerät eher ungelenk, die Geschichte wirkt weitschweifig und an einigen Stellen schlecht durchdacht.“
Bei Quotenmeter.de schrieb Stefan Turiak: „Spannung möchte in diesem Krimi-Drama keine aufkommen. Die Figuren sind schablonenhaft gezeichnet und werden sowohl einschläfernd als auch leidenschaftslos gespielt. Die Inszenierung bleibt behäbig und fällt weder positiv noch negativ auf. Ein Krimi, der durch nichts Besonderes hervor sticht und interessante wie wichtige Themen links liegen lässt.“